# 시드 실버스
시드 실버스(Sid Silvers, 1901년 1월 16일 ~ 1976년 8월 20일)는 미국의 배우, 각본가, 라디오 DJ, 작사가, 작곡가 겸 작사가이다.
브루클린에서 태어났으며 뉴욕에서 사망하였다.

## 영화
- 더 스투지 (1952년)
- 브로드웨이로 가는 두 장의 티켓 (1951년)
- 걸 크레이지 (1943년)
- 더 플릿츠 인 (1942년)
- 포 미 앤 마이 갈 (1942년)
- 브로드웨이 멜로디 오브 1938 (1937년)
- 본 투 댄스 (1936년)
- 브로드웨이 멜로디 오브 1936 (1935년)
- 트랜서틀랜틱 메리-고-라운드 (1934년)
- 쇼 오브 쇼 (1929년)